# Lâu đài Oława
Lâu đài của Sobieski ở Oława là một lâu đài theo phong cách Phục hưng - Baroque nằm trong khu vực của một lâu đài gothic trước đây. Lâu đài ban đầu được xây dựng bởi Công tước Ludwik I được xây dựng vào nửa sau của thế kỷ mười bốn. Đó là cấu trúc lâu đài thứ ba ở Olawa, đầu tiên là chỗ của người cai quản thành trì, nằm ở phía đông nam của thị trấn. Nó vẫn là một phần không thể thiếu trong hệ thống phòng thủ của thị trấn cho đến các cuộc chiến với người Hussite.

## Xây dựng
Lâu đài thời Phục hưng được xây dựng bởi bậc thầy Jakub đến từ Milan (rất có thể với họ Pahr, người xây dựng lâu đài Bolków), được tiếp tục bởi anh rể của ông, Bernard Niuron vào năm 1588. Sau khi tái tạo các phần khác nhau, phần này của lâu đài bây giờ nhà địa phương giáo xứ nhà thờ thuộc nhà xứ của Thánh Tông Đồ Phêrô và Phaolô. Việc xây dựng lại bao trùm toàn bộ lâu đài gothic, bao gồm cả cánh phía tây và phía bắc của nhà thờ lâu đài. Tòa tháp của nhà thờ, mảnh vỡ cuối cùng của cánh phía bắc, đã sụp đổ vào những năm cuối thập niên 1970.
Nhà thờ lâu đài hiện tại cũng có một gian phòng hai tầng được xây dựng theo phong cách kiến trúc thời kỳ Baroque, được xây dựng ở phía tây của lâu đài thời Phục hưng. Sảnh đường được xây dựng bởi các bậc thầy người Ý trong triều đại của Christian, Lãnh địa xứ Brieg (1618 – 1672); tòa nhà của lâu đài được gọi là Christianbau. Nó có lẽ được thiết kế và xây dựng bởi Carlo Rossi, một kiến trúc sư người Ý đã dành phần lớn sự nghiệp của mình ở Nga và Ba Lan. Khu vực này bao gồm một khu vườn sân thượng không tương thích với khí hậu Ba Lan, gây ra sự tàn phá nhanh chóng của nó.

## Chủ sở hữu và cư dân
Lâu đài là một phần của tuyến phòng thủ được Triều đại Piast sử dụng để bảo vệ vùng đất của họ khỏi sự xâm nhập của những kẻ thù khác nhau; sự cai trị hoàng gia của họ ở Ba Lan đã kết thúc vào năm 1370, nhưng gia đình vẫn tiếp tục thống trị các khu vực giáp ranh với Bohemia và Moravia. Vào thế kỷ 17, công tước cuối cùng, Christian, rời lâu đài để đến góa phụ của mình, Louise of Anhalt-Dessau, với tư cách là ngôi nhà của bà cũng là nhiếp chính cho con trai mình, Georg William cho đến khi ông qua đời vì bệnh đậu mùa năm 1675; Cậu bé là người đàn ông cuối cùng của triều đại Piast. Bà ở lại lâu đài cho đến khi chết vào năm 1680, sau đó Hoàng đế La Mã thần thánh Joseph I đã tịch thu các vùng đất và lâu đài Piast.